# Asia-Inseln
Die Asia-Inseln (indonesisch: Kepulauan Asia) sind eine Inselgruppe in der Halmaherasee.
Die Gruppe, bestehend (von Nord nach Süd) aus den drei unbewohnten Inseln Fani, Igi und Miarin, liegt etwa 40 Kilometer nördlich der indonesischen Ayau-Inseln und rund 210 Kilometer südlich der Insel Tobi der Inselrepublik Palau.
Die kleinen Inseln sind dicht bewachsen und von einem gemeinsamen schmalen Riff umgeben, das sich von Nordosten nach Südwesten über eine Länge von 12 Kilometer erstreckt.
Die größte und nördlichste Insel Fani ist zugleich die nördlichste Insel des gesamten Raja-Ampat-Archipels.